# Paoman
Paoman is een bestuurslaag in het regentschap Indramayu van de provincie West-Java, Indonesië. Paoman telt 8184 inwoners (volkstelling 2010).